# Clematis nukiangensis
Clematis nukiangensis är en ranunkelväxtart som beskrevs av M. Y. Fang. Clematis nukiangensis ingår i släktet klematisar, och familjen ranunkelväxter. Inga underarter finns listade i Catalogue of Life.